# Le Repos pendant la fuite en Égypte (Murillo)
Le repos pendant la fuite en Égypte est un tableau du peintre espagnol Bartolomé Esteban Murillo, daté d'environ 1665, conservé au musée de l'Ermitage à Saint-Pétersbourg.

## Historique
Le tableau est entré à l'Ermitage en 1769 en provenance de la collection de Jean-Louis Gaignat à Paris.
L'histoire ancienne de la peinture est inconnue. En 1768, il appartenait à l'ancien secrétaire de Louis XV Jean-Louis Gaignat, et en décembre, il a été mis aux enchères à Paris. L'impératrice Catherine II chargea Diderot d'acheter cinq des plus beaux tableaux de la collection Gaignat pour l'Ermitage, dont celui de Murillo. 
En 1769, le tableau a été transporté à Saint-Pétersbourg et est entré dans les collections de l'Ermitage. En 1967, le tableau a fait l'objet d'une importante restauration, au cours de laquelle plusieurs anciennes déchirures réparées dans la toile ont été découvertes. Un examen radiographique a révélé les modifications apportées par l'auteur à l'œuvre : le poignet de la main gauche de Maria a été déplacé sur le côté et le geste des doigts a été modifié.
Depuis les années 1840, le tableau est exposé dans le bâtiment du Nouvel Ermitage, dans la salle 239.

## Description
Le tableau représente le motif classique de l'iconographie chrétienne de l'épisode de la halte, ou l'arrêt de la fuite de la Sainte Famille pendant son voyage en Égypte. Le tableau montre la scène finale de cet événement : les gourdes et les cruches sont remplies d'eau, tout le monde est nourri et l'enfant Jésus s'est endormi. Marie et Joseph veillent sur le sommeil de l'Enfant tandis qu'à gauche deux anges le regardent avec curiosité.
L'historien de l'art Diego Angulo Íñiguez, dans son Catalogue critique, mentionne deux versions du Repos pendant la fuite en Égypte, l'une à l'Ermitage et l'autre dans la collection Strafford à Wrotham Park ; Alors que dans celui d'Angleterre, le récipient choisi pour conserver l'eau était une gourde de pèlerin - ou gourde à vin - dans celui du musée russe, Murillo a peint une gargoulette ou un tonneau - ici sans anse - une sorte de gourde en terre cuite, éventuellement doublée de cuir pour la protéger des petits chocs. Le récipient apparaît dans la petite nature morte que Murillo construit sous l'enfant endormi, avec des besaces en tissu, un chapeau de paille et un baluchon.
C'est une scène dépouillée de tout aspect dramatique, presque festive à l'exception de l'éclairage, une des atmosphères familières que le peintre a imposées dans son interprétation personnelle des personnages divins.